# Colline de Napoléon

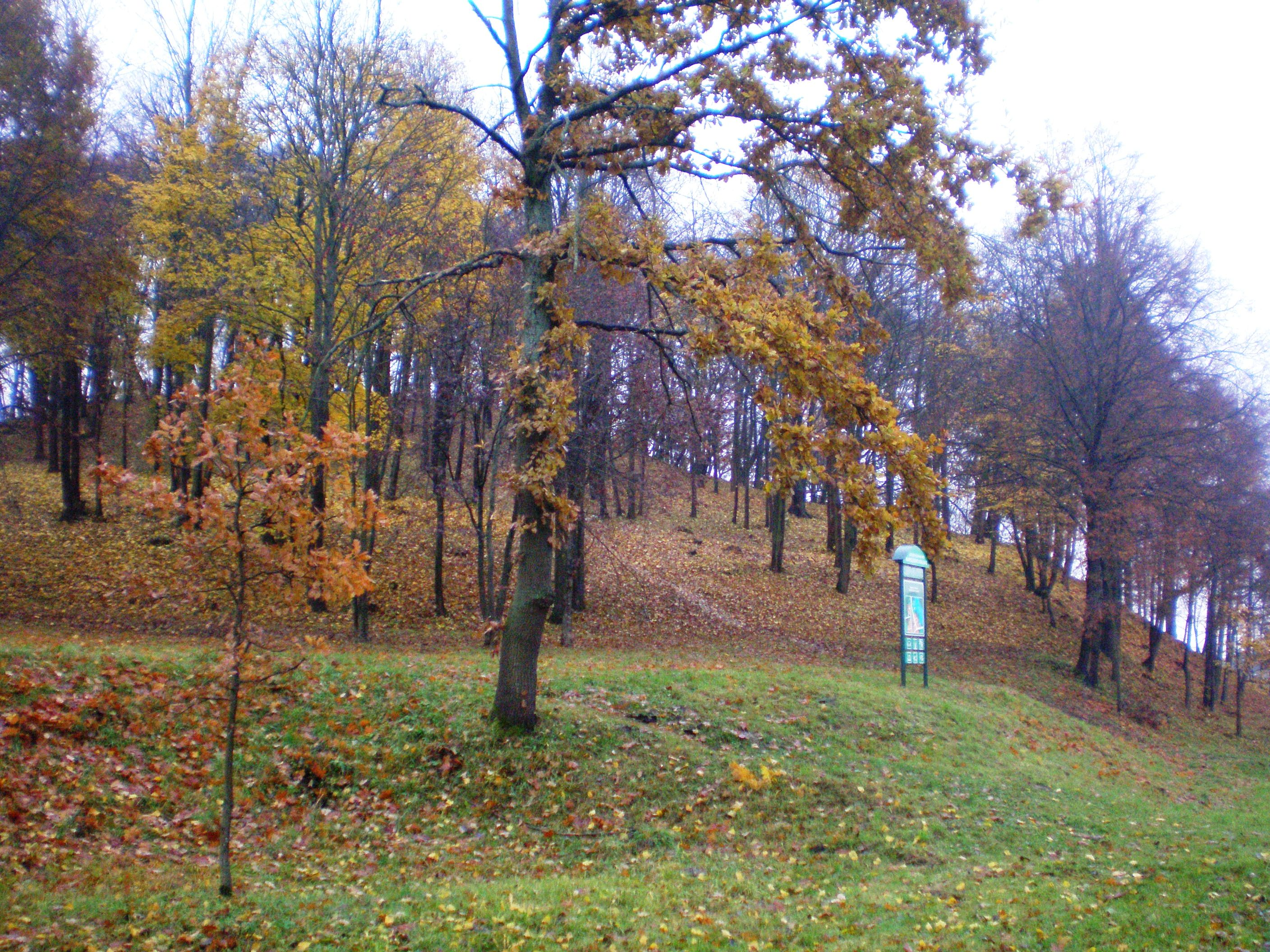
Colline de Napoléon

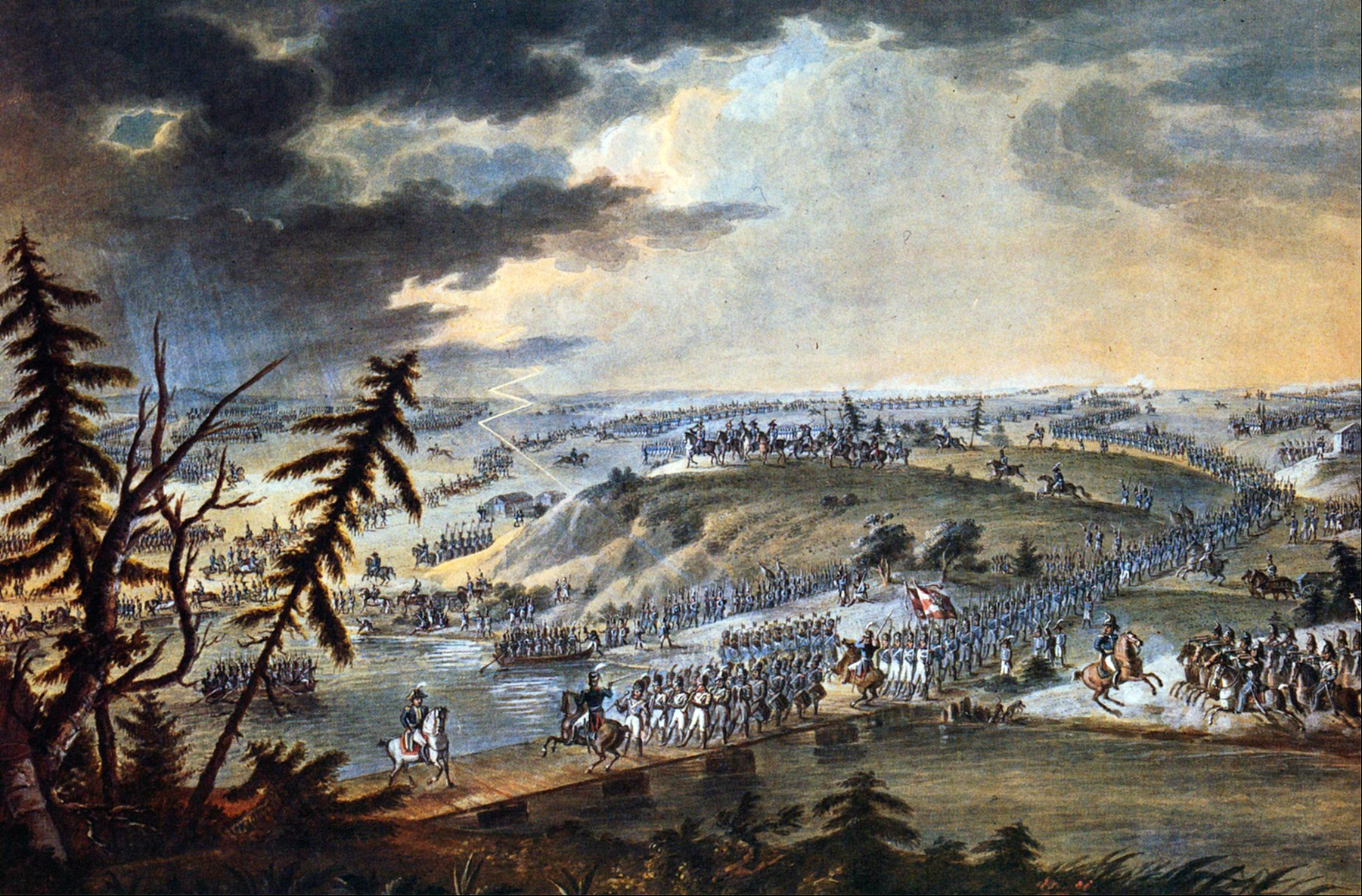
Anonyme, Traversée du Niémen par la Grande Armée

## Situation
La colline de Napoléon, en fait la butte du fort de Jiesia (Pajiesys), est située à Kaunas, en Lituanie, sur la rive gauche du Niémen, entre le pont de Panemunė et celui du chemin de fer. Elle s'élève à une hauteur de 63,3 mètres. Depuis le XIXe siècle, elle porte le nom de « colline de Napoléon » (« Napoleono kalnas » en lituanien).

## Histoire
Depuis cette colline, Napoléon Bonaparte observa la Grande Armée traverser le Niémen les 24 et 25 juin 1812 lors de l'invasion française de la Russie ; suivant ses ordres, deux ponts furent construits, à gauche de la Jiesia et un devant la colline, espacés de 300 m,.
Selon les mémoires des contemporains, le 23 juin 1812, Napoléon Bonaparte arriva au bord de la rivière Niémen, près de Panemunė, où était stationné le 6e régiment de cavalerie polonaise. Vêtu d'un « surtout » et d'un chapeau de colonel, le commandant a reconnu le fleuve de Panemunė à Aleksotas (subdivision de Kaunas). L'Unité de construction de ponts de la Grande Armée était dirigée par le général Jean-Baptiste Éblé. Il reçut l'ordre de construire trois ponts sur le Niémen, distants de 300 mètres. Deux d'entre eux devaient être construits entre Panemunė et la rivière Jiesia, et un à gauche de la rivière, en face de la colline d'où l'empereur avait choisi de surveiller le passage. À 22 heures, l'opération de traversée du Niémen a commencé,.

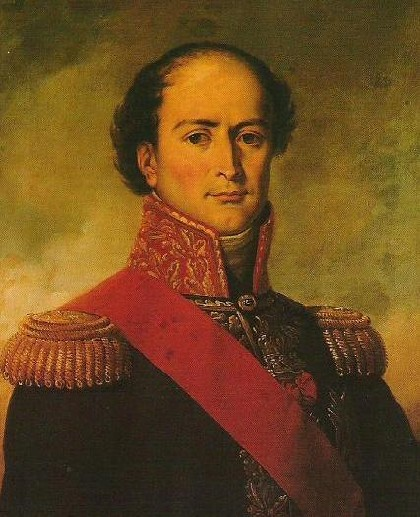
Général Jean-Baptiste Éblé